# Dolmen del Mas Bou-serenys
El dolmen del Mas Bou-serenys (2.700-2.500 aC) és un sepulcre de corredor recent, situat a la urbanització de la Roca de Malvet, al municipi de Santa Cristina d'Aro (Baix Empordà), declarat Bé cultural d'interès local.
Fa uns 6 m. de llargada. S'hi trobà alguna peça de ceràmica. Va ser esmentat per primer cop el 1912, i excavat el 1918 i el 1953.
Per l'altura de les seves lloses granítiques, aquest dolmen és un dels més grans dels dòlmens catalans, ja que la llosa de la capçalera amida 2,36 d'alçada.
Les 2/3 parts de les parets de la cambra són paral·leles, les lloses restants són convergents fins deixar una obertura de 60 cm, adequada per a col·locar una peça de tanca, i a la vegada dóna la pauta al corredor. Les lloses més grans reposen en solcs excavats en la roca mare.
La forma del passadís, tot i que encara és incerta, sembla ser rectangular, amb les parets convergents cap a la cambra. Les pedres són menors que les de la cambra i el fons d'aquesta és més baix que en el passadís. El cromlec deuria tenir entre 9 i 10 metres de diàmetre, i només en queden in situ algunes pedres.
Pel que fa al túmul, estava fet de pedres soltes cobertes de terra. Totes les lloses són de granit.
Entre el material que es va poder recuperar d'aquest dolmen destaquen nombrosos fragments d'ossos humans (diversos queixals i un incisiu d'infant), deu fulles de sílex, cinc puntes de fletxa, fragments de ceràmica campaniforme i de ceràmica llisa, grans d'enfilall de calaita i d'esteatita, una plaqueta ovalada de pissarra, i d'altres objectes lítics. Per les rodalies del dolmen també es van trobar nombrosos fragments de ceràmica ibèrica i íberoromana , així com fragments d'una fíbula.